# Sissyneck
«Sissyneck» es una canción del músico estadounidense Beck, lanzada en 1997 como cuarto sencillo del álbum Odelay (1996). Para la línea de bajo de la canción, los Dust Brothers samplearon "A Part of Me" de la banda Country Funk. El silbido en la introducción viene de "The Moog and Me" de Dick Hyman. El órgano es de "Life" de Sly & the Family Stone. La canción alcanzó el puesto #30 en el UK Singles Chart.

## Lista de canciones

### Sencillo de 3 canciones
1. «Sissyneck» - 3:55
2. «The New Pollution» [Remix By Mickey P.] - 4:08
3. «Feather in Your Cap» - 3:46
  - Esta versión puede encontrarse en la banda sonora de la película SubUrbia.

### Sencillo alternativo
1. «Sissyneck» [LP Versión] - 3:58
2. «Burro» (versión mariachi de "Jack-Ass") - 3:11
3. «Dark and Lovely» [Remix by Dust Brothers] - 3:38
4. «Devil Got My Woman» (versión de Skip James) - 4:34
5. «Brother» - 4:45

### UK 7"
1. «Sissyneck» [LP Versión] - 3:58
2. «Feather in Your Cap» - 3:46

### Casete
1. «Sissyneck» [LP Versión] - 3:55
2. «The New Pollution» [Remix By Mickey P.] - 4:08

- Datos: Q7530994